# Saint-Ouen-des-Alleux
 Saint-Ouen-des-Alleux  es una población y comuna francesa, situada en la región de Bretaña, departamento de Ille y Vilaine, en el distrito de Fougères y cantón de Saint-Aubin-du-Cormier.

## Demografía
| 887 | 829 | 738 | 729 | 797 | 923 |
| Para los censos de 1962 a 1999 la población legal corresponde a la población sin duplicidades (Fuente: INSEE [Consultar]) |     |     |     |     |     |